# Papenhausen
Papenhausen (niederdeutsch: Papensen) ist ein Ortsteil der nordrhein-westfälischen Stadt Bad Salzuflen im Kreis Lippe in Deutschland.

## Lage
Papenhausen liegt etwa 6,5 Kilometer südöstlich des Bad Salzufler Stadtzentrums und grenzt im Westen an die Ortsteile Retzen und Grastrup-Hölsen. Im Norden, Süden und Osten von Papenhausen liegt die Bad Salzufler Ortsgrenze zur Stadt Lemgo. Im Norden des Ortsteils liegt der Rehberg und der Mönkeberg.

## Geschichte
Papenhausen entstand vermutlich um 1200 mit der Gründung des Hagens zu Papenhausen.
Ende des 12. Jahrhunderts wird Papenhausen als Papenhusen erstmals schriftlich erwähnt. – Aus den folgenden Jahrhunderten sind weitere Schreibweisen belegt: Pappenhusen (1332; 1796), Papenhusen (1411), Papenhussen (1507 im Landschatzregister; 1730), Papenhausen (1581 im Lemgoer Bürgerbuch) und Pappenhaußen (1617 im Salbuch).
Das zentral gelegene Rittergut von Papenhausen wird durch eine Lehensurkunde vom 24. Juni 1345 erstmals erwähnt. Hierbei gelangt das Gut aus dem Besitz des Hauses Lippe an die Familie von Milinctorpe.
Um 1525/30 gelangte das Rittergut in den Besitz von Johann von Offen. Die Offens verkauften es aber wegen mangelnder Ausbaumöglichkeiten bereits 1577 an die Familie von Donop. Die Familie von Donop vergrößerte das Gut und brachte weitere Ländereien, insbesondere 1588 einen weiteren großen Meierhof aus dem Besitz von Graf Simon VI. an sich. Von Donop entließ den Meier und baute das Gut in Papenhausen zu einem Adelssitz aus.

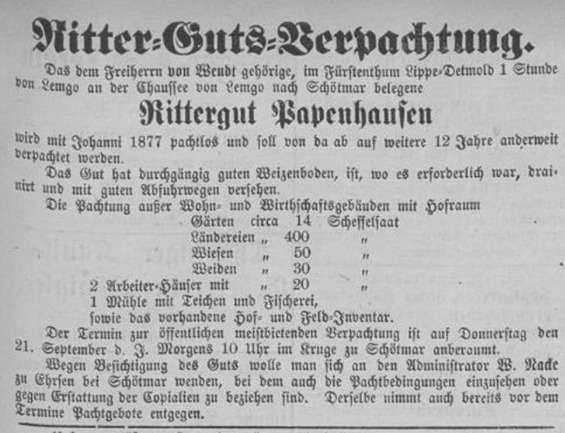
Anzeige „Ritter-Guts-Verpachtung“ auf das Jahr 1877

Am 1. März 1923 wurde die Gemeinde Papenhausen durch Ausgliederung aus der bisherigen Gemeinde Retzen-Papenhausen neu gebildet.
Im Rahmen der Gebietsreform in Nordrhein-Westfalen wurde die Gemeinde Papenhausen am 1. Januar 1969 im Zuge der Umsetzung des „Gesetzes zur Neugliederung des Landkreises Lemgo“ mit weiteren Gemeinden zur neuen Stadt Bad Salzuflen zusammengeschlossen.
Im Zuge der Umsetzung des Bielefeld-Gesetzes wurden der Kreis Lemgo und der Kreis Detmold am 1. Januar 1973 zum neuen Kreis Lippe zusammengelegt, zu dem Bad Salzuflen und damit auch Papenhausen seitdem gehören.

## Einwohnerentwicklung
| Jahr      | 1860 | 1939 | 1962 | 2020 |
| Einwohner | 234  | 149  | 158  | 55   |
| --------- | ---- | ---- | ---- | ---- |

## Religion
Die römisch-katholische Gemeinde St. Kilian in Schötmar ist Teil des Pastoralverbundes katholischer Kirchengemeinden Bad Salzuflen-Schötmar. Zu ihr gehören auch die Katholiken aus Papenhausen.

## Schutzgebiete
In Papenhausen befindet sich das rund 26,8 Hektar große Landschaftsschutzgebiet „Rhienbachtal und Sieke in Papenhausen“ sowie das 14,2 Hektar große „Rüterholz“.

## Naturdenkmäler

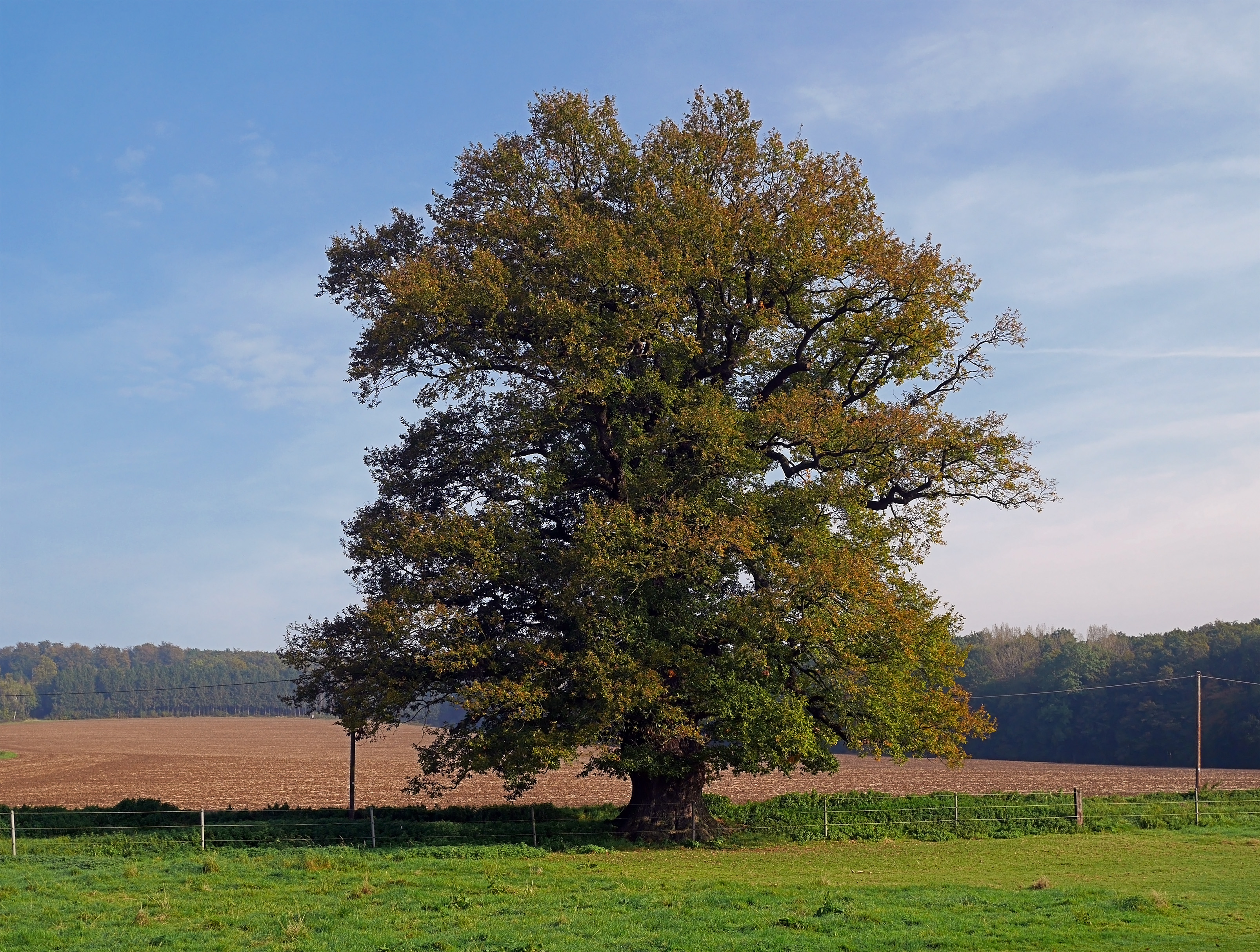
Eiche bei Papenhausen

Beim Gut Papenhausen sind 3 alte Eichen als Naturdenkmal geschützt. Darunter eine als sogenannte Tausendjährige Eiche bezeichnete freistehende Stieleiche (Quercus robur) mit 6,94 m Umfang und 25 m Höhe.

## Söhne und Töchter
- Carl Friedrich von Wendt (1748–1825), Weihbischof in Hildesheim